# Pa gallec

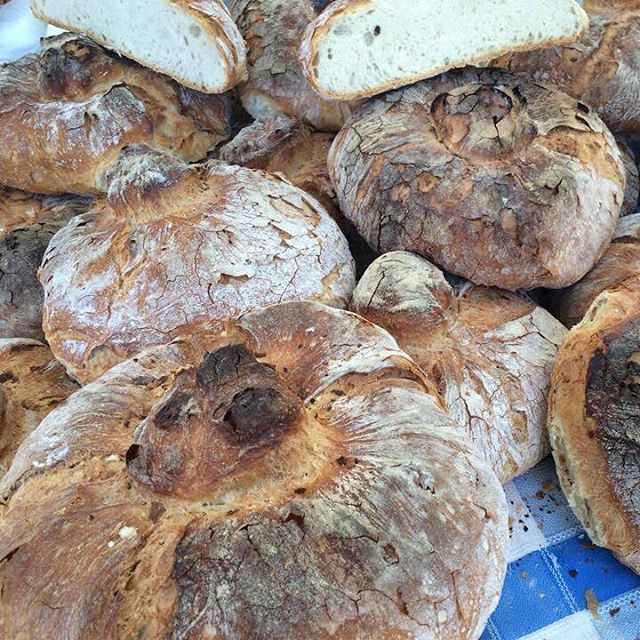
IGP Pa de Galícia

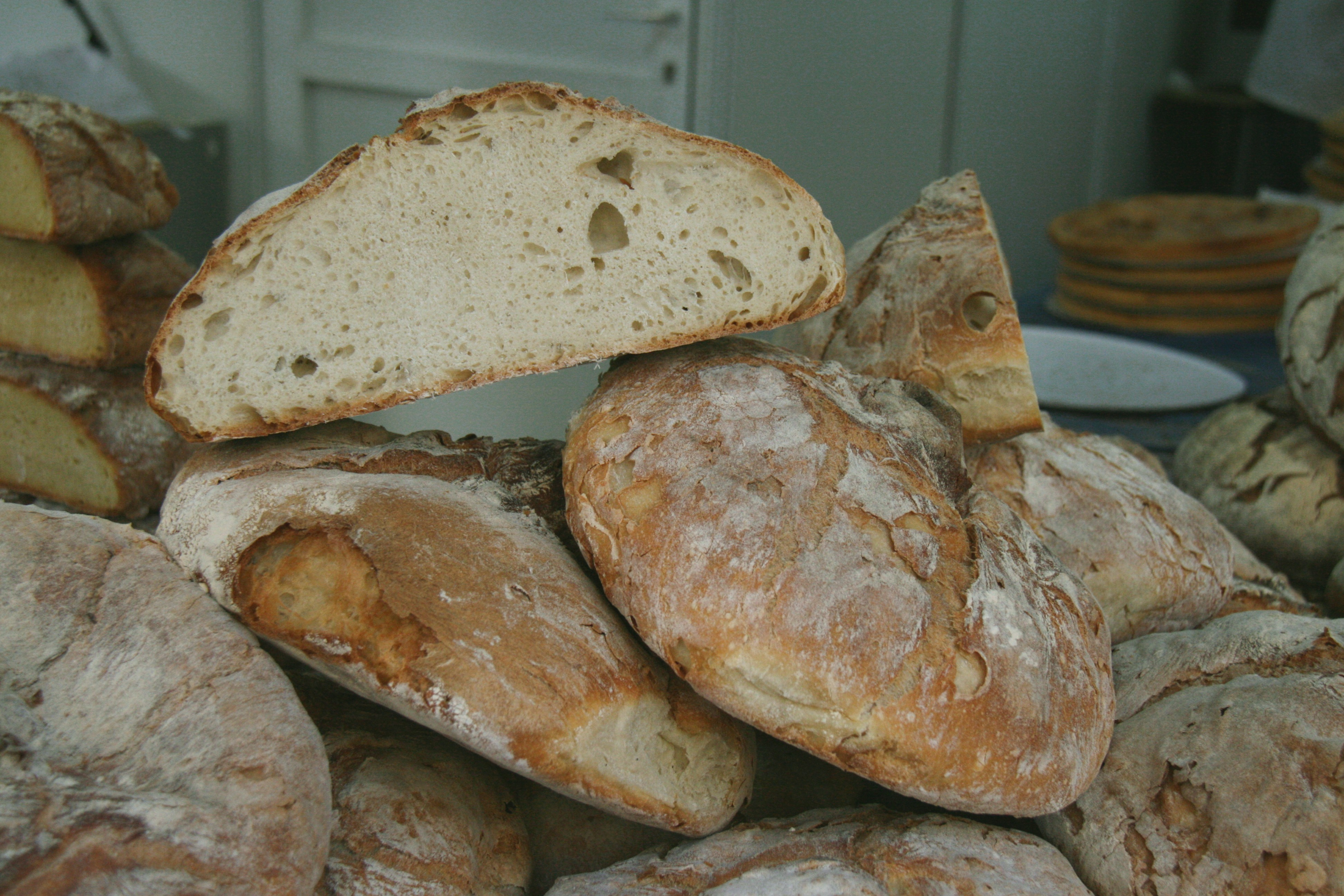
Pa de blat de Galícia

El pa gallec (pan galego en gallec) és el pa que tradicionalment es produeix a la comunitat autònoma de Galícia, Espanya, reconegut com a indicació geogràfica protegida (IGP) des del 20 de desembre de 2019. Conté farina de blat tou autòcton de Galícia, anomenat «blat del país», barrejat amb farina de força de blat forà (Triticum aestivum), a més d'aigua, massa mare, llevat de cervesa i sal. Es caracteritza per una alta hidratació, cosa que li proporciona una molla esponjosa amb un alveolat abundant i irregular, i un color crema pàl·lid a blanc fosc. A més, posseeix un sabor intens i lleugerament àcid, gràcies a un prolongat temps de fermentació. La seva crosta és enfarinada, aromàtica, molt cruixent, i de color daurat a marró fosc.

## Característiques
Pel tipus de massa es considera un 'pa de flama'. A diferència dels pans candeals més típics de Castella i el Sud d'Espanya, els pans del país o pans gallecs tenen una crosta més torrada i una major quantitat d'aigua a la massa. L'addició d'aigua es fa de manera molt progressiva fins a assolir percentatges elevats d'hidratació, de vegades fins a un 90%; és a dir, 90 g d'aigua per cada 100 g de farina. La massa resultant és molt líquida i difícil de manipular, per la qual cosa no és una recepta apta per a forners novells.
El temps de repòs del preferment pot ser d'entre 5 i 7 h. Els temps de repòs en bloc de la massa, el format manual i la cocció sobre pedra refractària també són factors que en determinen les propietats organolèptiques.
És un dels pans més apreciats a Espanya per la seva gran qualitat.

## Difusió
El pa gallec té una àrea de producció tan àmplia, que abasta tota la Comunitat Autònoma de Galícia. Tot i això, no tot el pa fet en aquesta regió pot figurar sota la protecció IGP Pan Gallego, ja que s'ha de complir amb uns criteris d'elaboració fixats per llei.
El 2020 es va estimar que tan sols el 10% dels habitants de Galícia consumeixen regularment el «pa gallec».

## Formats de pa
Les diferents formes de pa gallec estan estandarditzades de la següent forma:
- La barra té entre 40 i 60 cm de llarg i un pes de 300 g

- La bola o torta té forma aplanada i rodona, i un pes variable de 250 g, 500 g, 1 kg o fins i tot més. Depenent del lloc es diu d'una forma o d'una altra, i tradicionalment es couen abans que els bolos.

- El bolo o fogaza té una forma rodona i irregular, més o menys el mateix llarg que ample, i a sobre pot rematar-se amb una mena de monyo o grenyar-se. El pes varia entre 250 g, 500 g, 1 kg, 1,5 kg o fins i tot més. També hi ha bolos més llargs que amples.

- La rosca té forma irregular de cèrcol aplanat, amb un pes variable de 250 g, 500 g, 1 kg o fins i tot més.